# Sukaharja (Sariwangi)
Sukaharja is een bestuurslaag in het regentschap Tasikmalaya van de provincie West-Java, Indonesië. Sukaharja telt 4709 inwoners (volkstelling 2010).